# Ivar Ballangrud
Ivar Ballangrud (7 mars 1904 à Lunner - 1er juin 1969 à Trondheim) était un patineur de vitesse norvégien.

## Biographie
Ivar Ballangrud participa aux Jeux olympiques d'hiver de 1936 à Garmisch-Partenkirchen et remporta la médaille d'or au 10 000 m face à son grand concurrent, le Finlandais Birger Wasenius. Il remporte les Championnats d'Europe toutes épreuves de patinage de vitesse en 1929, 1930, 1933, 1936.

## Palmarès
| Compétition                             | Médaille d'or                                           | Médaille d'argent            | Médaille de bronze |
| Jeux olympiques                         | 1928 (5000 m) 1936 (500 m) 1936 (5000 m) 1936 (10000 m) | 1932 (10000 m) 1936 (1500 m) | 1928 (1500 m)      |
| Championnats du monde toutes épreuves   | 1926 1932 1936 1938                                     | 1928 1929 1930 1935          | 1931 1933 1934     |
| Championnats d'Europe toutes épreuves   | 1929 1930 1933 1936                                     | –                            | 1927 1938          |
| Championnats de Norvège toutes épreuves | 1926 1929 1930 1936 1939                                | 1932 1935                    | –                  |